# Lutzomyia borgmeieri
Lutzomyia borgmeieri är en tvåvingeart som beskrevs av Martins A. V., Falcão A. L., Silva J. E. 1972. Lutzomyia borgmeieri ingår i släktet Lutzomyia och familjen fjärilsmyggor. Inga underarter finns listade i Catalogue of Life.